# Vuilleminiaceae
Vuilleminiaceae Höhn – rodzina grzybów w rzędzie powłocznikowców (Corticiales).

## Systematyka
Pozycja według Index Fungorum: Corticiales, Incertae sedis, Agaricomycetes, Agaricomycotina, Basidiomycota, Fungi.
Potrzebę utworzenia takiej rodziny widział już René Charles Maire w. 1902 r., ale utworzył ją Franz Xaver Rudolf von Höhnel w 1904 r. Należały do niej gatunki grzybów kortycjoidalnych z hiastycznymi podstawkami (podstawki z wrzecionami jądrowymi ułożonymi poprzecznie). Gatunki tej rodziny uznawano za mające pośredni charakter pomiędzy gatunkami Tulasnellaceae i Tremellales. Rodzina Vuilleminiaceae nie została jednak szeroko przyjęta. Badania molekularne, oparte na kladystycznej analizie sekwencji DNA, pozwoliły wskrzesić i na nowo zdefiniować Vuilleminiaceae jako niewielki klad grzybów kortycjoidalnych różniących się od Corticiaceae. W 2020 r. rodzina obejmuje tylko gatunki zaliczane do trzech rodzajów.
Według aktualizowanej klasyfikacji Index Fungorum bazującej na Dictionary of the Fungi do rodziny Vuilleminiaceae należą rodzaje:
- Australovuilleminia Ghob.-Nejh. & Hallenb. 2010
- Cytidia Quél. 1888
- Vuilleminia Maire 1902 – powleczka

Nazwy polskie według W. Wojewody z 2003 r.